# Diactis triangula
Diactis triangula är en mångfotingart som beskrevs av Loomis 1937. Diactis triangula ingår i släktet Diactis och familjen Schizopetalidae. Inga underarter finns listade i Catalogue of Life.